# Teretriosoma unicorne
Teretriosoma unicorne är en skalbaggsart som beskrevs av Lewis 1901. Teretriosoma unicorne ingår i släktet Teretriosoma och familjen stumpbaggar. Inga underarter finns listade i Catalogue of Life.